# Koszykówka na Światowych Wojskowych Igrzyskach Sportowych 2019 – turniej mężczyzn
Koszykówka mężczyzn na Światowych Wojskowych Igrzyskach Sportowych 2019 – zawody, które odbyły się podczas igrzysk wojskowych w chińskim Wuhan w dniach 19–26 października 2019 roku. Turniej mężczyzn został rozegrany w Hongshan Gymnasium.

## Harmonogram
| Październik 2019 | 18 Pi | 19 So | 20 Ni | 21 Po | 22 Wt | 23 Śr | 24 Cz | 25 Pi | 26 So | 27 Ni |
| ---------------- | ----- | ----- | ----- | ----- | ----- | ----- | ----- | ----- | ----- | ----- |
| Turniej mężczyzn |       |       |       |       |       |       |       | 1/2   | F     |       |

Legenda
|  | Faza grupowa |  | Faza półfinałowa |  | Finał |

## Uczestnicy
W turnieju mężczyzn brało udział 111 koszykarzy, reprezentujących 10 drużyn narodowych.
- Brazylia (10)
- Chiny (12)
- Grecja (10)
- Katar (10)
- Kongo (12)
- Korea Południowa (11)
- Litwa (11)
- Mongolia (12)
- Niemcy (11)
- Stany Zjednoczone (12)

W fazie grupowej drużyny męskie rywalizowały w dwóch grupach. Każdy zespół grał ze wszystkimi innymi drużynami w grupie tzw. systemem kołowym (tj. każdy z każdym, po jednym meczu). Do fazy pucharowej (półfinałów) awansowały 2 najlepsze drużyny z każdej z grup, które rywalizowały o medale. Rywalizacja toczyła się wg schematu (A1-B2, B1-A2 czyli zwycięzcy grup, grali z zespołami z drugich miejsc. Zwycięzcy meczów półfinałowych grali w finale o mistrzostwo igrzysk wojskowych, a pokonani o medal brązowy. 
Pozostałe zespoły po zakończonej rundzie zasadniczej rozegrały tzw mecze pocieszenia i tak; trzecia drużyna z każdej z grupy grał mecz o miejsce 5–6, czwarte drużyny o pozycję 7–8, a piąte o lokatę 9–10.

## Medaliści
| Złoto | Srebro | Brąz |
| Litwa Lukas Karalis Vitalijus Kozys Deividas Kumelis Ignas Lukosius Gintautas Matulis Aurimas Pocius Sarunas Reinartas Rimvydas Stankievicius Mindaugas Susinskas Linas Valatkevicius Erikas Venskus Trener: Marius Kuaguda | Stany Zjednoczone Bryan Babtiste Jurmond Cattenhead Tilman Dunbar III Derell Henderson Craig Johnson Jahmal Lawson Londel Lennon Ryan Manning Ronald Rhea Worth Smith III Jacob Van Grant Vermeer Trener: Micah Bonner | Chiny A Ersilan Fu Hao Guo Haowen Lei Meng Liu Hangchu Luo Kaiwen Tian Yuxiang Wang Junjie Wang Zhelin Yu Chen Xu Zhonghao Zhang Xu Trener: Wang Zhizhi |

## Rozgrywki

### Faza grupowa
Legenda
|  | Awans do fazy pucharowej |  | Mecz o 5. miejsce |  | Mecz o 7. miejsce |  | Mecz o 9. miejsce |

#### Grupa A
| Miejsce | Drużyna           | Mecze | Punkty | Zwyc. | Por. | Kosze   | Bilans |
| ------- | ----------------- | ----- | ------ | ----- | ---- | ------- | ------ |
| 1       | Chiny             | 4     | 8      | 4     | 0    | 374-276 | +98    |
| 2       | Stany Zjednoczone | 4     | 7      | 3     | 1    | 317-328 | -11    |
| 3       | Kongo             | 4     | 6      | 2     | 2    | 272-292 | -20    |
| 4       | Mongolia          | 4     | 5      | 1     | 3    | 304-333 | -29    |
| 5       | Katar             | 4     | 4      | 0     | 4    | 248-286 | -38    |

Wyniki
| 19 października | 13:00 | Katar             | 49  | - | 60 | Kongo             |
| 19 października | 18:30 | Chiny             | 104 | - | 71 | Mongolia          |
| 20 października | 13:00 | Mongolia          | 72  | - | 74 | Kongo             |
| 20 października | 18:30 | Stany Zjednoczone | 79  | - | 98 | Chiny             |
| 21 października | 13:00 | Kongo             | 76  | - | 79 | Stany Zjednoczone |
| 21 października | 18:30 | Mongolia          | 75  | - | 67 | Katar             |
| 22 października | 13:00 | Stany Zjednoczone | 71  | - | 68 | Katar             |
| 22 października | 18:30 | Chiny             | 92  | - | 62 | Kongo             |
| 23 października | 13:00 | Mongolia          | 86  | - | 88 | Stany Zjednoczone |
| 23 października | 18:30 | Katar             | 64  | - | 80 | Chiny             |

#### Grupa B
| Miejsce | Drużyna          | Mecze | Punkty | Zwyc. | Por. | Kosze   | Bilans |
| ------- | ---------------- | ----- | ------ | ----- | ---- | ------- | ------ |
| 1       | Brazylia         | 4     | 7      | 3     | 1    | 270-244 | +26    |
| 2       | Litwa            | 4     | 7      | 3     | 1    | 317-328 | +52    |
| 3       | Grecja           | 4     | 6      | 2     | 2    | 338-314 | +24    |
| 4       | Korea Południowa | 4     | 6      | 2     | 2    | 366-361 | +5     |
| 5       | Niemcy           | 4     | 4      | 0     | 4    | 257-364 | --107  |

Wyniki
| 19 października | 15:30 | Niemcy           | 61  | - | 89  | Grecja           |
| 19 października | 21:00 | Brazylia         | 74  | - | 78  | Korea Południowa |
| 20 października | 15:30 | Grecja           | 58  | - | 62  | Brazylia         |
| 20 października | 21:00 | Litwa            | 87  | - | 54  | Niemcy           |
| 21 października | 15:30 | Brazylia         | 64  | - | 59  | Litwa            |
| 21 października | 21:00 | Korea Południowa | 99  | - | 111 | Grecja           |
| 22 października | 15:30 | Litwa            | 83  | - | 71  | Korea Południowa |
| 22 października | 21:00 | Niemcy           | 49  | - | 71  | Brazylia         |
| 23 października | 15:30 | Korea Południowa | 118 | - | 93  | Niemcy           |
| 23 października | 21:00 | Grecja           | 80  | - | 92  | Litwa            |

### Faza pucharowa

#### Mecz o miejsce 9-10
Wynik
| 25 października | 13:00 | Niemcy | 89 | - | 72 | Katar |

#### Mecz o miejsce 7-8
Wynik
| 25 października | 15:30 | Korea Południowa | 114 | - | 107 | Mongolia |

#### Mecz o miejsce 5-6
Wynik
| 26 października | 13:00 | Grecja | 78 | - | 62 | Kongo |

#### Półfinały
Rywalizacja w półfinałach toczyła się wg schematu A1-B2, B1-A2. Zwycięzcy grup, grali z zespołami z drugich miejsc.
Drabinka pucharowa
|  |                      |                      |                   |                   |    |       |       |       |
|  | Półfinały            | Półfinały            | Półfinały         |                   |    | Finał | Finał | Finał |
|  | Półfinały            | Półfinały            | Półfinały         |                   |    | Finał | Finał | Finał |
|  | 25 października      |                      |                   |                   |    |       |       |       |
|  |                      |                      |                   |                   |    |       |       |       |
|  | A1 Chiny             | A1 Chiny             | 67                |                   |    |       |       |       |
|  | A1 Chiny             | A1 Chiny             | 67                | 26 października   |    |       |       |       |
|  | B2 Litwa             | B2 Litwa             | 70                |                   |    |       |       |       |
|  | B2 Litwa             | B2 Litwa             | 70                |                   |    | Litwa | Litwa | 91    |
|  | 25 października      |                      |                   |                   |    | Litwa | Litwa | 91    |
|  |                      |                      | Stany Zjednoczone | Stany Zjednoczone | 83 |       |       |       |
|  | B1 Brazylia          | B1 Brazylia          | Stany Zjednoczone | Stany Zjednoczone | 83 | 61    |       |       |
|  | B1 Brazylia          | B1 Brazylia          |                   |                   |    |       |       |       |
|  | A2 Stany Zjednoczone | A2 Stany Zjednoczone | 78                |                   |    |       |       |       |
|  | A2 Stany Zjednoczone | A2 Stany Zjednoczone | 78                | Mecz o 3. miejsce |    |       |       |       |
|  |                      |                      |                   |                   |    |       |       |       |
|  | 26 października      |                      |                   |                   |    |       |       |       |
|  |                      |                      |                   |                   |    |       |       |       |
|  | Chiny                | Chiny                | 68                |                   |    |       |       |       |
|  | Chiny                | Chiny                | 68                |                   |    |       |       |       |
|  | Brazylia             | Brazylia             | 64                |                   |    |       |       |       |
|  | Brazylia             | Brazylia             | 64                |                   |    |       |       |       |

Wyniki
Zwycięzcy meczów półfinałowych grali w finale o mistrzostwo igrzysk wojskowych, a pokonani o medal brązowy.
| 25 października 201921:00 | Chiny                                           | 67:70(14:22, 8:13, 23:21, 22:14) | Litwa                                                            | Hongshan Gymnasium, Wuhan Sędzia: - Athanasios Karavitis - Benjamin Barth - Adriano Almeida |
| 25 października 201921:00 | Pkt:Wang Zhelin 16 Zb:Fu Hao 10 As:Guo Haowen 4 | 67:70(14:22, 8:13, 23:21, 22:14) | Pkt:Erikas Venskus 17 Zb:Ignas Lukosius 10 As:Deividas Kumelis 7 | Hongshan Gymnasium, Wuhan Sędzia: - Athanasios Karavitis - Benjamin Barth - Adriano Almeida |

| 25 października 201918:30 | Brazylia                                                        | 61:78(25:16, 16:19, 15:22, 5:21) | Stany Zjednoczone                                            | Hongshan Gymnasium, Wuhan Sędzia: - Song Houlu - Eric M Jordan - Zhang Lei |
| 25 października 201918:30 | Pkt:Gemerson Barbosa 21 Zb:Gemerson Barbosa 5 As:Davi Rooetto 8 | 61:78(25:16, 16:19, 15:22, 5:21) | Pkt:Ronald Rhea 14 Zb:Jahmal Lawson 7 As:Tilman Dunbar III 8 | Hongshan Gymnasium, Wuhan Sędzia: - Song Houlu - Eric M Jordan - Zhang Lei |

#### Mecz o brązowy medal
| 26 października 201915:30 | Chiny                                                         | 68:64(16:14, 15:19, 17:15, 20:16) | Brazylia                                                                                             | Hongshan Gymnasium, Wuhan Sędzia: - Ignas Davainis - Patrick Rosenow - Benjamin Barth |
| 26 października 201915:30 | Pkt:Fu Hao 14, Guo Haowen 13 Zb:Wang Zhelin 7 As:Guo Haowen 3 | 68:64(16:14, 15:19, 17:15, 20:16) | Pkt:Guilherme Deodato 22, Davi Rossetto 16 Zb:Davi Rossetto 4 As:Davi Rossetto 4, Gemerson Barbosa 2 | Hongshan Gymnasium, Wuhan Sędzia: - Ignas Davainis - Patrick Rosenow - Benjamin Barth |

#### Finał
| 26 października 201919:00 | Litwa | 91:83(14:20, 30:15, 28:20, 19:28) | Stany Zjednoczone | Hongshan Gymnasium, Wuhan Sędzia: - Shin Girok - Athanasios Karavitis - Benjamin Guizard |
| 26 października 201919:00 | Pkt:Mindaugas Susinskas 35, Ignas Lukosius 18 Zb:Gintautas Matulis 4, Ignas Lukosius 3 As:Deividas Kumelis 6, Vitalijus Kozys 3 | 91:83(14:20, 30:15, 28:20, 19:28) | Pkt:Derell Henderson 26, Tilman Dunbar III 19 Zb:Derell Henderson, Worth Smith III 2 As:Tilman Dunbar III 6, Jacob Van 3 | Hongshan Gymnasium, Wuhan Sędzia: - Shin Girok - Athanasios Karavitis - Benjamin Guizard |

### Klasyfikacja końcowa
1. Litwa
2. Stany Zjednoczone
3. Chiny
4. Brazylia
5. Grecja
6. Kongo
7. Korea Południowa
8. Mongolia
9. Niemcy
10. Katar